# Allan Nevins
Joseph Allan Nevins, né le 20 mai 1890 à Camp Point et mort le 5 mars 1971, est un historien, biographe et journaliste américain.
Il est surtout connu pour ses travaux sur la guerre de Sécession et ses biographies de Grover Cleveland, Hamilton Fish, Henry Ford et John Davison Rockefeller. Son principal ouvrage intitulé Ordeal of the Union est publié en huit volumes de 1947à 1971. 
Il a reçu deux prix Pulitzer de la biographie ou de l'autobiographie.

## Principaux ouvrages
- The Evening Post; a Century of Journalism (1922)
- The American States During and After the Revolution, 1775-1789 (1927) online edition
- A History of American Life vol. VIII: The Emergence of Modern America 1865-1878 (1927)
- Frémont, the West's Greatest Adventurer; being a biography from certain hitherto unpublished sources of General John C. Frémont, together with his wife, Jessie Benton Frémont, and some account of the period of expansion which found a brilliant leader in the Pathfinder (1928) online edition
- Polk: The Diary of  President, 1845–1849, covering the Mexican war, the acquisition of Oregon, and the conquest of California and the Southwest (1929)
- Henry White: Thirty Years of American Diplomacy (1930)
- Grover Cleveland: A Study in Courage (1932). Remporte l'édition 1933 du prix Pulitzer de la biographie ou de l'autobiographie[1].
- Letters of Grover Cleveland, 1850–1908 (1933)
- Dictionary of American Biography (1934–36) ; Nevins a écrit 40 articles sur Alexander Hamilton, Rutherford B. Hayes, Warren G. Harding, Calvin Coolidge, etc.
- Abram S. Hewitt: With Some Account of Peter Cooper (1935)
- Hamilton Fish; The Inner History of the Grant Administration (1936) online edition vol 1 online edition vol 2
- The Gateway to History 1938. online edition
- John D. Rockefeller: The Heroic Age of American Enterprise. 2 vols. New York: Charles Scribner's Sons (1940)
- The Emergence of Modern America, 1865-1878 (1941)
- Ordeal of the Union (1947–1971)
  - 1. Fruits of Manifest Destiny, 1847–1852;
  - 2. A House Dividing, 1852–1857;
  - 3. Douglas, Buchanan, and Party Chaos, 1857–1859;
  - 4. Prologue to Civil War, 1859–1861;
  - 5. The Improvised War, 1861–1862;
  - 6. War Becomes Revolution, 1862–1863;
  - 7. The Organized War, 1863–1864;
  - 8. The Organized War to Victory, 1864–1865
- Study In Power: John D. Rockefeller, Industrialist and Philanthropist. 2 vols. New York: Charles Scribner's Sons. (1953)
- Ford en collaboration avec Frank Ernest Hill. 3 vols. (1954–1963)